# Chakkodanahalli, Heggadadevankote
Chakkodanahalli là một làng thuộc tehsil Heggadadevankote, huyện Mysore, bang Karnataka, Ấn Độ.